# Hodilje
Hodilje är en ort i Kroatien.   Den ligger i länet Dubrovnik-Neretvas län, i den sydöstra delen av landet, 400 km söder om huvudstaden Zagreb. Hodilje ligger 20 meter över havet och antalet invånare är 214.
Terrängen runt Hodilje är huvudsakligen lite kuperad. Hodilje ligger nere i en dal. Runt Hodilje är det ganska glesbefolkat, med 27 invånare per kvadratkilometer. Närmaste större samhälle är Ston, 2,1 km söder om Hodilje. 